# Hlava profesora Dowella
Hlava profesora Dowella (rusky Голова профессора Доуэля, transkripcí Golova professora Douelja) je vědeckofantastický román ruského spisovatele Alexandra Romanoviče Běljajeva vydaný v roce 1925; jeho děj je zasazen do Paříže počátku 20. století. Kniha obsahuje také prvky hororu a vyobrazením ústavu dr. Ravinota i kritiku poměrů psychiatrických zařízení té doby.
Román vyšel ve slovenštině v letech 1957, 1965 (péčí nakladatelství Smena) a 1988 (nakladatel Mladé letá); česky vydalo knihu nakladatelství Svět sovětů roku 1967.

## Námět
Čerstvá absolventka medicíny Mari Lorandová získala v Londýně zdánlivě atraktivní práci u neurochirurga, profesora Kerna. V jeho laboratoři poznala hlavu význačného neurobiologa Dowella, kterou Kern oživil a uměle ji udržuje při životě. Mari postupně odhalila, že Kern byl Dowellovým spolupracovníkem, ale nyní si nárokuje jeho metodu oživování mrtvých pomocí transplantace těla jiného člověka. Po rozhovoru s profesorem a po asistenci u oživování ženy Viktorie se rozhodne tajemství podvodu prozradit. Proto ji profesor Kern dal zavřít na psychiatrickou kliniku.  
Mezitím přicestoval do Londýna Dowellův syn, který se o otcově smrti dozvěděl z tisku, s kamarádem Armandem, který tam pátral po své první lásce Angelice. Osvobodí Mari z kliniky, dozvědí se o Viktoriině operaci a v transplantovaném těle rozeznají Angeliku. Přestrojeni za policisty vniknou do domu k profesoru  Kernovi, který nejdříve vše popírá a pak spáchá sebevraždu.

## Postavy
- Angelika Ghaiová – známá zpěvačka a bývalá přítelkyně Armanda Laraise
- Armand Larais – malíř, přítel Artura Dowella
- Artur Dowell – syn profesora Dowella
- John – černošský pomocník profesora Kerna
- Mari Lorandová – asistentka profesora Kerna
- Profesor Dowell – významný neurochirurg, jenž učinil zásadní objevy
- Profesor Kern – asistent profesora Dowella, jenž pokračuje v jeho výzkumech
- Dr. Ravinot – ředitel psychiatrického ústavu
- Schaub – přítel Armanda Laraise
- slečna Briquetová – barová zpěvačka, jejíž hlavu oživí profesor Kern
- Thomas Bouche – mladý dělník, jehož hlavu oživí profesor Kern

## Obsah knihy
Kniha je rozčleněna do 27 kapitol (pořadí po sloupcích zleva):
| - Seznámení - Tajemství zakázaného ventilu - Hlava promluvila - Smrt, nebo vražda? - Oběti velkoměsta - Noví obyvatelé laboratoře - Hlavy se baví - Nebe a země - Zlo a dobro | - Mrtvá Diana - Exponát uprchl - Dozpívaná píseň - Záhadná žena - Veselá projížďka - Do Paříže - Kernova oběť - Ústav dr. Ravinota - „Duševně choří“ | - Těžký případ - Nováček - Útěk - Mezi životem a smrtí - Opět bez těla - Tomova druhá smrt - Spiklenci - Pokažený triumf - Poslední setkání |

## Děj románu
Mari Lorandová nastoupí do laboratoře profesora Kerna. Ten jí slíbí dobře placené zaměstnání, pokud o něm nebude nikde mluvit. V laboratoři pozná hlavu významného chirurga profesora Dowella; hlava je vyživována všelijakými roztoky a osobnost profesora je uchována. Kern si však nárokuje jeho úspěchy v bádání, dříve býval profesorovým asistentem a nyní těží z výsledků jeho objevů. Profesor Dowell s tím mlčky souhlasí, chce vidět výsledky své vědecké práce, byť slávu sklidí Kern. Zpočátku však kladl odpor a Kern se uchýlil i k násilí. Nedokázal však profesora zlomit a tak sáhl ke lsti, která mu vyšla.
Mari provádí různé rutinní měření a posléze si s profesorovou hlavou vypěstuje neverbální komunikaci pomocí mimiky. Přes Kernův výslovný zákaz pootevře ventil a do trubic začal syčet kyslík, díky němuž Dowellova hlava může promluvit. Postupně se mezi nimi vyvine důvěrný vztah, Mari si dává pozor, aby se neprozradila před Kernem, ani před jeho černošským pomocníkem Johnem. Hlava jí sdělí svou pohnutou historii. Mari je šokována metodami svého zaměstnavatele Kerna a usmyslí si, že profesorovi Dowellovi pomůže.
Mezitím jsou do laboratoře dopraveny z márnice další hlavy bez trupů – oběti velkoměsta. Slečna Briquetová – barová zpěvačka, jež byla náhodně zastřelena a Thomas Bouche – mladý muž, kterého srazil automobil. Profesor Kern slíbí po oživení oběma hlavám nová těla. Na tomto projektu pracuje společně s hlavou profesora Dowella, jež upozorňuje na obtíže a navrhuje řešení. Probíhají pokusy na zvířatech; Kern odřízl hlavy dvěma psům a vyměnil je. Pokus byl úspěšný, psi zákrok přežili, avšak jeden z nich kulhá. Kern udělal chybu, což se projevilo na nervové soustavě. Profesor Dowell apeluje na větší důslednost, což Kern nese nelibě. Je si vědom, že zdaleka nedosahuje profesorova intelektu.
Kern se dopídí, že Mari přes jeho zákaz hovořila s profesorovou hlavou. Mari je natolik čestná, že nezapírá. Dá najevo odhodlání dohnat Kerna k soudu a zveřejnit veškerá fakta této kauzy. Kern ji vydíráním přinutí ustoupit a pokračovat v práci. Nesmí však opustit pozemky laboratoře. Kern sežene tělo mladé ženy (Angeliky Ghaiové) a společně s Mari na ně naoperují hlavu slečny Briquetové. I hlava profesora Dowella ocení dobrou práci a gratuluje Kernovi.
Poté, co se Briquetová částečně zotaví z chirurgického zákroku, uprchne ke svým přátelům; tvrdí, že byla jen postřelena a vyléčili ji v nemocnici. Vrátí se ke své pěvecké kariéře. Jednou ji při vystoupení spatří i Armand Larais, jenž pozná tělo a hlas své zesnulé pohřešované přítelkyně Angeliky Ghaiové. Svěří se svému příteli Arturu Dowellovi – synu profesora Dowella. Artur býval dříve občas svědkem otcových pokusů. Slíbí svému příteli pomoc s objasněním podivné záhady.
Larais se seznámí se slečnou Briquetovou a ve vhodnou chvíli na ni slovně uhodí. Briquetová jemu a Arturovi řekne vše, čeho byla svědkem v laboratoři. Artur zjistí, že jeho otec není mrtvý, domyslí si, co s ním Kern udělal. Briquetová je pod pohrůžkou ztráty těla přinucena uchovat tajemství a spolupracovat. Trojice se vrací do Paříže. Artur Dowell se snaží nenápadně sehnat co nejvíce informací o profesoru Kernovi a jeho domě. Snaží se kontaktovat i Mari Lorandovou, ale tu nechal profesor Kern proti její vůli přemístit do ústavu dr. Ravinota – léčebny pro choromyslné.
Briquetová opět uprchne. Začala jí hnisat noha a ona se vrací ke Kernovi, neboť ji dříve varoval, že pokud nebude zcela uzdravená, mohou nastat komplikace. Zanechá Armandovi a Arturovi vzkaz na vysvětlenou. Armand (který v Briquetové stále vidí svou bývalou přítelkyni a upnul se na ni) ztrácí rozvahu a přemýšlí ukvapeně; chce okamžitě vyrazit za Kernem. Jeho přítel Dowell jej od toho zrazuje, dokáže uvažovat chladnokrevněji. Pro své záměry využijí Armandova mladého přítele Schauba. Ten se pokusí do ústavu vetřít, ale nepochodí, ústav je velmi pečlivě střežen. Jsou zde zavírány nepohodlné osoby, staří aristokraté, které sem umístí dědicové nespokojení, že nechtějí umřít. Je to žalář pro boháče a další nešťastníky, kteří se zde ocitnou z cizí zvůle. Ravinot má z provozu tohoto ústavu obrovské příjmy a proto si vybírá jen velmi loajální pomocníky. Proniknout dovnitř se zdá nemožné.
| „ | Je to naprosto zvláštní ústav. Ve svých stěnách skrývá mnoho zločinů a tajemství. Dědicové v něm zavírají své bohaté příbuzné, kteří už jsou na světě příliš dlouho a nehodlají umírat, prohlašují je za duševně choré a dávají je pod dozor. Poručníci nezletilých sem odvážejí své svěřence před jejich plnoletostí, aby mohli dál vykonávat své „poručnictví“, totiž svobodně disponovat jejich kapitálem. Je to věznice pro boháče, doživotní žalář nešťastných žen, mužů, přestárlých rodičů a nezletilých svěřenců. Majitel ústavu, který je zároveň šéflékařem, dostává od zainteresovaných osob nepředstavitelné částky. | “ |

Uvnitř ústavu za vysokými kamennými zdmi se zatím Ravinot snaží zlomit tvrdou vůli své nové pacientky – Mari Lorandové. Když se mu to podaří a Mari má pocit, že zešílela, setká se v léčebně s Arthurem Dowellem, který se nakonec dokázal dostat dovnitř. Informuje Mari o plánovaném útěku. Mari se podaří uprchnout, ale Arthur je chycen a předveden před Ravinota. Ten na něm uplatní své inkvizitorské metody a pokusí se jej (stejně jako v případě Mari) zlomit. Nakonec je mladý Dowell díky rozhodné akci Armanda a Schauba osvobozen.
Profesor Kern zatím uspí navrátivší se slečnu Briquetovou a provede operaci. Briquetová přichází o své tělo, protože byla postižena vážnou otravou krve. Hlava Thomase si vlastním přičiněním způsobí újmu, která skončí smrtí. Kern už ví, že proti němu stojí noví nepřátelé a svolá vědeckou konferenci, kde chce prezentovat své úspěchy. Míní, že mu to pomůže v případném vyšetřování. Konferenci naruší Mari, když Kerna obviní z přisvojování si cizích zásluh. Arturovi se podaří přesvědčit policii, aby provedla domovní prohlídku v laboratoři, kde se shledá s hlavou svého otce.

## Česká a slovenská vydání
- Hlava profesora Doweľa, Smena (edice Dobrodružné romány č. 18), 1957 a 1965, překlad M. Dudáš, vazba: sešit, 48 str., 18 000 výtisků (slovensky)
- Hlava profesora Dowella, Svět sovětů (edice Saturn č. 30), 1967, překlad Hana Vrbová, brožovaná, 132 str. (česky)
- Hlava profesora Dowella, Mladé letá (edice Klub mladých čitateľov), 1988, překlad Juraj Prokeš, 367 str. (slovensky)

## Filmová adaptace
- Testament profesora Dowella (či též Závěť profesora Dowella), sovětský film z roku 1984, režie Leonid Menaker.[3]

## Rozhlasová adaptace
- Stejnojmennou rozhlasovou hru napsal Radek Veselý, hudba a zvukové efekty Michal Rataj, střih Jana Fišerová, zvuk Radek Veselý, produkce Dana Reichová, dramaturgie Václava Ledvinková, režie Vladimír Gromov. Natočeno v roce 2006. Účinkují Kryštof Hádek, David Novotný, Dana Černá, Ivan Trojan, Petr Pelzer, Tereza Bebarová, Lilian Malkina, Simona Vrbická, Jiří Plachý, Jaroslav Horák, Filip Dyda a Robert Tamchyna.[4][5]

## Zajímavost
- V americkém animovaném seriálu Futurama má nemálo postav pouze hlavu v nádobě s živným roztokem. Jsou to hlavy mrtvých lidí (např. bývalého prezidenta USA Ronalda Reagana), které byly odděleny od trupu a vzkříšeny.